# Parafia św. Doroty w Grochowach
Parafia Świętej Doroty w Grochowach – parafia rzymskokatolicka z siedzibą w Grochowach, znajdująca się w diecezji włocławskiej, w dekanacie tuliszkowskim. 